# Matěj Pulkrab
Matěj Pulkrab (* 23. května 1997 Praha) je český profesionální fotbalista, který hraje na pozici útočníka za český klub FK Teplice. Je také bývalým českým mládežnickým reprezentantem.

## Klubová kariéra

### Sparta Praha
Pulkrab hrál do svých deseti let kopanou i lední hokej. V roce 2007 přešel do akademie pražské Sparty. V dorostu patřil k největším nadějím českého fotbalu. V říjnu 2013 v přípravném zápase v NTC Poprad na Slovensku dvěma góly výrazně pomohl sparťanskému týmu U17 k výhře 3:0 nad Manchesterem United.

#### Slovan Liberec (hostování)
V únoru 2016 odešel Pulkrab na půlroční hostování do Slovanu Liberec. Dne 12. března 2016 si odbyl svůj debut v 1. české lize v utkání proti 1. FK Příbram. 9. dubna v samotném závěru proti Sigmě Olomouc fauloval brankáře Miloše Buchtu, který oplácel nejprve strčením, pak i hlavičkou a následně se skácel na zem, za což dostal olomoucký brankář červenou kartu a následně trest na tři utkání. 30. dubna vstřelil svůj první gól v české nejvyšší soutěži, a to při výhře 4:2 nad Zbrojovkou Brno. 11. května dvěma brankami rozhodl o výhře 4:3 nad Zlínem a o tři dny později přidal další branku v posledním kole sezony při remíze 2:2 s Mladou Boleslaví a pomohl Liberci ke konečné třetí příčce v lize. Celkem odehrál za Liberec v ročníku 2015/16 sedm ligových zápasů, v nichž vstřelil čtyři branky.

#### Sezona 2016/17
V létě 2016 se vrátil do Sparty a začlenil se do A-mužstva. V A-týmu pražského celku si odbyl svůj debut 18. srpna, kdy nastoupil do závěru utkání čtvrtého předkola Evropské ligy proti SønderjyskE. V české lize se poprvé objevil o tři dny později v zápase proti Jablonci, svým prvním gólem v dresu Sparty pomohl k výhře 3:0. 22. srpna podepsal se Spartou novou smlouvu do léta 2020. 15. září odehrál své první utkání v základní skupině Evropské ligy, a to proti Southamptonu. 20. října vstřelil svůj první gól v evropských pohárech, stalo se tak na hřišti izraelského Hapoelu Beerševa při výhře 1:0. Za své výkony byl odměněn nominací do české reprezentace do 21 let. Na jaro nastoupil kvůli zranění kotníku jen do tří ligových utkání. V průběhu sezony 2016/17 nastoupil dohromady do 24 utkání, vstřelil 7 branek a přidal 2 asistence.

#### Slovan Liberec (druhé hostování)
V červenci 2017 odešel Pulkrab na další hostování Slovanu Liberec. 30. července nastoupil do druhého poločasu utkání prvního kola nové sezóny proti Zlínu a jediným gólem rozhodl o výhře Liberce 1:0. 24. února 2018 se střelecky prosadil při výhře 1:0 nad Mladou Boleslaví. O týden později dvěma brankami zajistil Liberci bod za remízu 2:2 s Karvinou. Svou střeleckou formu potvrdil i v následujícím kole, kdy brankou pomohl Liberci k remíze 2:2 s Viktorií Plzeň. 16. března dvěma brankami rozhodl o výhře 2:0 nad Zbrojovkou Brno a o dva týdny později vstřelil jedinou branku utkání proti Slovácku. Pulkrab dal gól v každém z prvních pěti jarních utkání, což se mu povedlo jako prvnímu hráči po pětatřiceti letech. Za své výkony byl odměněn vítězstvím v anketě pro nejlepšího hráče měsíce března. Pulkrab v sezoně 2017/18 nastoupil do 30 soutěžních utkání, ve kterých vstřelil 15 branek.

#### Sezona 2018/19
V létě 2018 se opět stal členem A-týmu pražské Sparty. 21. července nastoupil v základní sestavě prvního kola nové sezony proti SFC Opava. Kvůli zranění kotníku se v základní jedenáctce objevil až 2. října, v utkání třetího kola MOL Cupu proti Slavoji Polná vstřelil svou první branku v sezoně a pomohl k postupu po výhře 4:1. 22. října vstřelil svou první ligovou branku v sezoně, a to při výhře 4:1 nad Mladou Boleslaví. V květnu 2019 podstoupil operaci Achillovy šlachy. V sezoně 2018/19 nastoupil do 18 utkání, v nichž vstřelil 4 branky.
V podzimní části sezony 2019/20 nenastoupil kvůli zranění kolene ani jedno utkání v A-týmu pražského klubu.

#### Bohemians 1905 (hostování)
V lednu 2020 odešel Pulkrab na půlroční hostování do Bohemians 1905. Svůj debut si odbyl 16. února, kdy nastoupil do utkání proti pražské Slavie po téměř roční absenci. 7. března dvěma brankami rozhodl o výhře 3:2 nad Zlínem. V průběhu jarní části sezony nastoupil do 8 utkání, v nichž vstřelil 5 branek a 2 asistence.
V říjnu odešel Pulkrab na další hostování do Bohemians, tentokrát na celou sezonu 2020/21. V průběhu celého ročníku pravidelně nastupoval, odehrál 21 utkání, vstřelil 5 gólů a přidal 1 asistenci.

#### Sezona 2021/22
V létě 2021 se Pulkrab po dalším hostování vrátil zpátky do Sparty. 10. srpna 2021 nastoupil do druhého poločasu odvetného utkání třetího předkola Ligy mistrů proti AS Monaco. 7. listopadu dvěma brankami pomohl Spartě k výhře 4:2 nad Teplicemi. 28. listopadu se střelecky prosadil také při výhře 2:1 nad Libercem a o týden později brankou a asistencí rozhodl o výhře 2:1 nad Karvinou. 12. prosince potvrdil svou střeleckou formu, když v ligovém utkání proti Bohemians 1905 zaznamenal svůj první hattrick v kariéře při výhře 5:1. Za své výkony byl odměněn oceněním pro nejlepšího hráče měsíce prosince. V sezoně 2021/22 nastoupil Pulkrab do 25 utkání a vstřelil 7 branek.
Na konci sezony 2021/22 mu skončila smlouva a jako volný hráč byl spojován s přestupem do pražské Slavie.

### Sandhausen
V létě 2022 podepsal Pulkrab smlouvu s druholigovým německým týmem SV Sandhausen. Svůj debut v zahraničí si odbyl 16. července, kdy se objevil v základní sestavě prvního kola proti Arminii Bielefeld. V sezoně 2022/23 nastoupil do 17 soutěžních utkání, v nichž se střelecky neprosadil a sestoupil do třetí německé ligy.

### Mladá Boleslav
V červenci 2023 přestoupil Pulkrab do Mladé Boleslavi, podepsal dvouletou smlouvu. Svůj debut v novém angažmá si odbyl 23. července, kdy nastoupil do druhého poločasu utkání proti Jablonci. O týden později vstřelil svou první branku, a to při remíze 2:2 s Libercem. Ve své první sezoně v dresu Mladé Boleslavi odehrál 28 utkání, vstřelil 5 branek a zaznamenal 2 asistence a pomohl klubu k postupu do pohárové Evropy.
Dne 8. srpna 2024 nastoupil do utkání třetího předkola Konferenční ligy proti Hapoelu Beer Ševa. 29. srpna skóroval při výhře 3:0 v odvetném utkání čtvrtého předkola proti Paksi FC a pomohl klubu k postupu do ligové fáze. 1. prosince se prosadil při výhře 3:0 nad Hradcem Králové. V průběhu sezony 2024/25 nastoupil Pulkrab do 36 utkání, vstřelil 2 branky a přidal 2 asistence.

### Teplice
V červnu 2025 podepsal Pulkrab po konci angažmá v Mladé Boleslavi smlouvu s Teplicemi.

## Reprezentační kariéra
Pulkrab odehrál mezi lety 2013 a 2018 odehrál 51 utkání v dresu českých mládežnických reprezentací, v nichž vstřelil 13 branek.

## Osobní život
Mezi jeho fotbalové vzory patří Wilfried Bony z Pobřeží slonoviny a brazilský brankář Dida, mezi oblíbené týmy italský AC Milán.